# Oligacanthorhynchus manifestus
Espèce
Synonymes
- Echinorhynchus manifestus Leidy, 1851 - protonyme

Oligacanthorhynchus manifestus est une espèce d'acanthocéphales de la famille des Oligacanthorhynchidae. C'est un parasite digestif d'oiseaux d'Amérique du Nord.